# Aguja hipodérmica

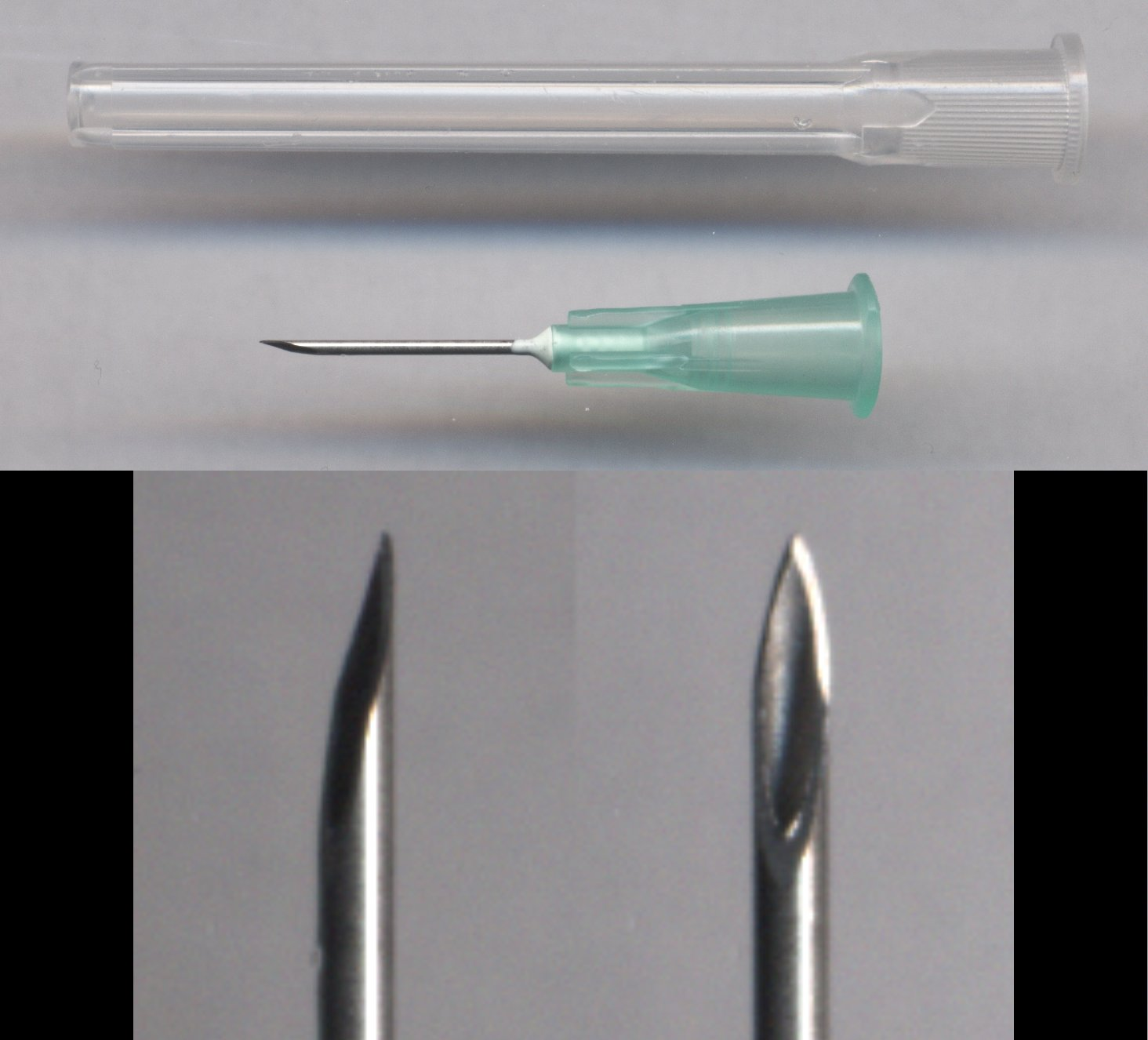
Aguja hipodérmica y su tapa

Diferentes biseles en agujas hipodérmicas

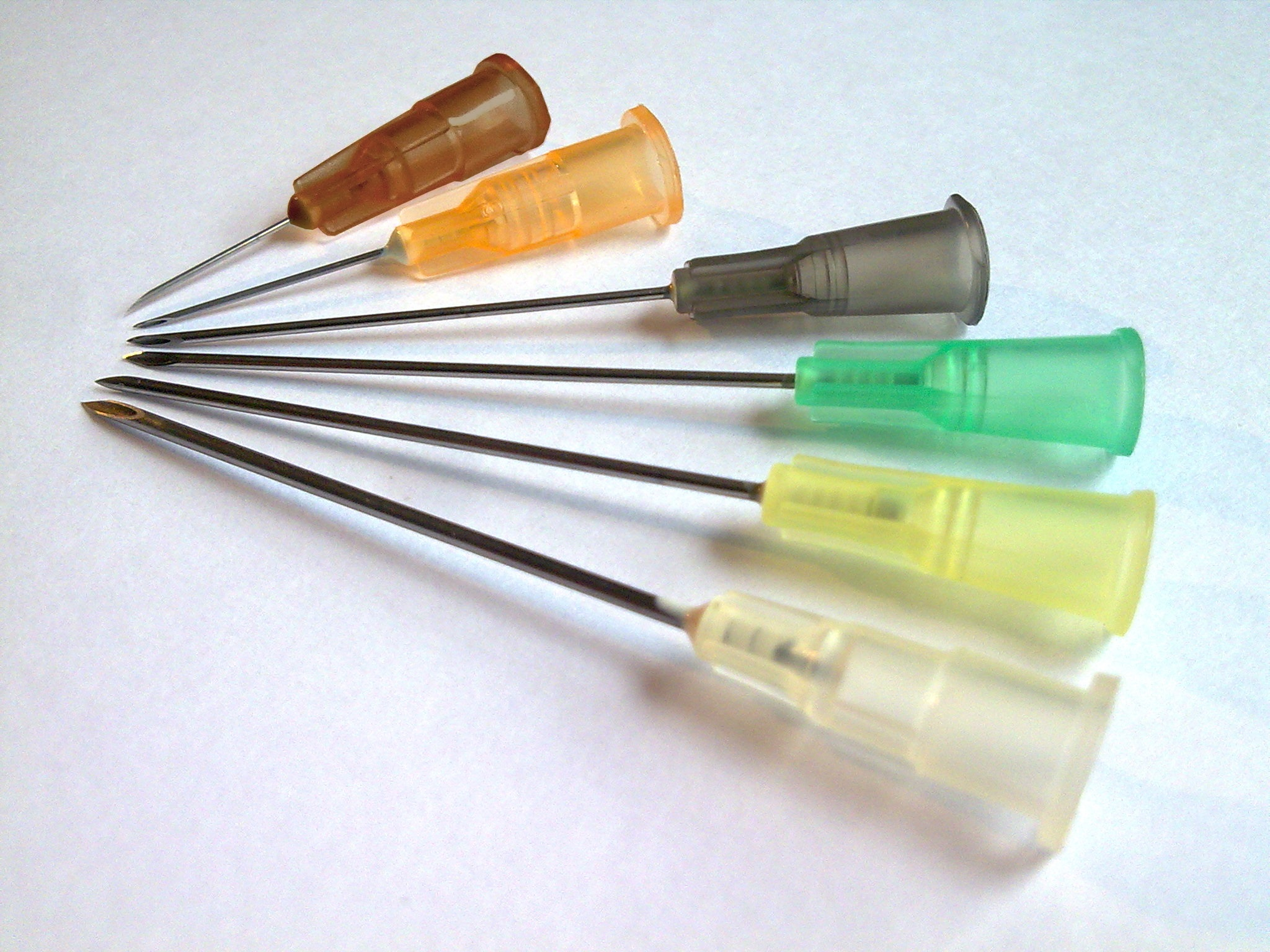
6 agujas hipodérmicas en conectores Luer; de arriba hacia abajo: 26G x ½" (rosa), 25G x ⅝" (naranja), 22G x 1¼" (negro), 21G x 1½" (verde), 20G x 1½" (amarillo), 19G x 1½" (blanco)

Una aguja hipodérmica es un instrumento sanitario conformado por una aguja hueca normalmente utilizada con una jeringa para inyectar sustancias en el cuerpo. También pueden ser utilizados para tomar muestras de fluidos y tejidos del cuerpo, por ejemplo tomando sangre de una vena mediante la venopunción o del líquido cefalorraquídeo en la punción raquídea (cuando se sospecha de meningitis). Son principalmente de acero inoxidable.

## Historia
La aguja hipodérmica fue inventada en 1853 por Alexander Wood, médico de Edimburgo, cuya esposa padecía un cáncer incurable, precisamente para inyectarle morfina. Fue la primera persona en recibir esta droga por esa vía y la primera en volverse adicta a la morfina. Lo anterior contrasta con información otorgada por la Universidad de Edimburgo (https://www.ed.ac.uk/alumni/services/notable-alumni/alumni-in-history/alexander-wood), donde se señala que la primera persona en recibir tratamiento para el dolor por vía intravenosa por parte del Dr. Wood fue una anciana, y refuta el rumor de que su esposa fue la primera adicta a la morfina.
El invento fue posible gracias a que el irlandés Francis Rynd (1811-1861) había inventado la aguja hueca en 1844.
Pero quien verdaderamente popularizó el método fue el médico francés Charles Gabriel Pravaz (1791-1855), quien diseñó una jeringa, precursora de las actuales, pero con pistón el mismo año que Wood.
Más tarde, Williams Fergusson (1808-1873) la simplificó y luego el fabricante Luer la industrializó con una forma similar a las usadas en la actualidad.
El ingeniero e inventor español Manuel Jalón Corominas (1925-2011) inventaría el concepto de aguja hipodérmica desechable.
El concepto de inyección era conocido desde la antigüedad, ya Galeno usó y describió métodos de inyección; sin embargo, las inyecciones aprovechaban incisiones o se practicaban, la invención de la aguja hipodérmica fue, por tanto, un gran avance.
El calibre de los angiocatéteres o agujas usadas en medicina se miden en Gauge que es una escala distinta que procede de una [escala inglesa de alambres], también para el calibre de las escopetas hay una escala similar. La escala es inversa y va desde la aguja más gruesa 1G de 12,7 mm a la aguja más fina de 36G con solo 0,102 mm; así, una aguja de 11 Gauges tiene 3 mm y es más gruesa que un calibre 19G, que mide 1 mm. En toda aguja luego consta la longitud de la misma y suele figurar el flujo generado según el calibre interno.